# Faltboot

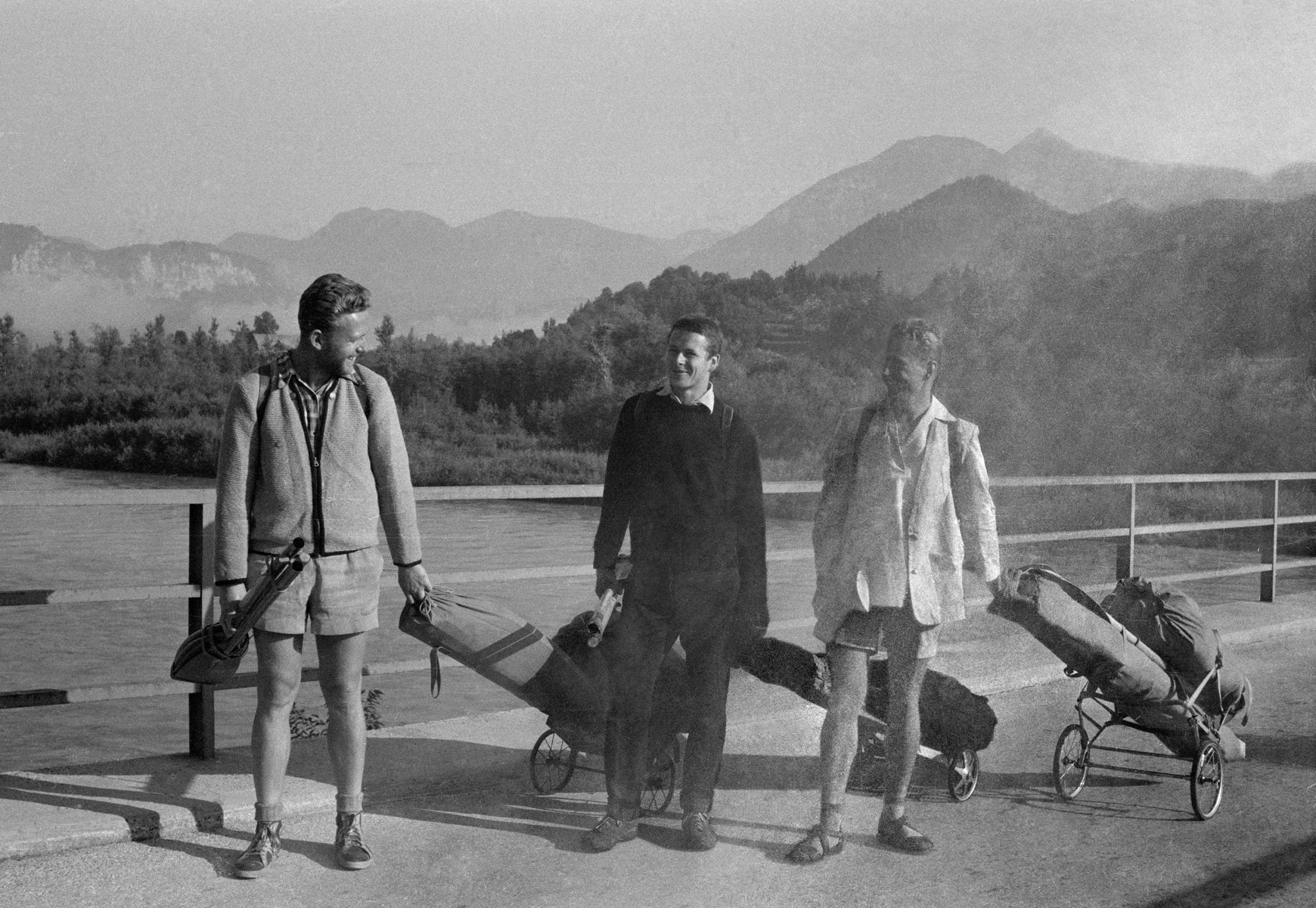
Mit dem Faltboot unterwegs

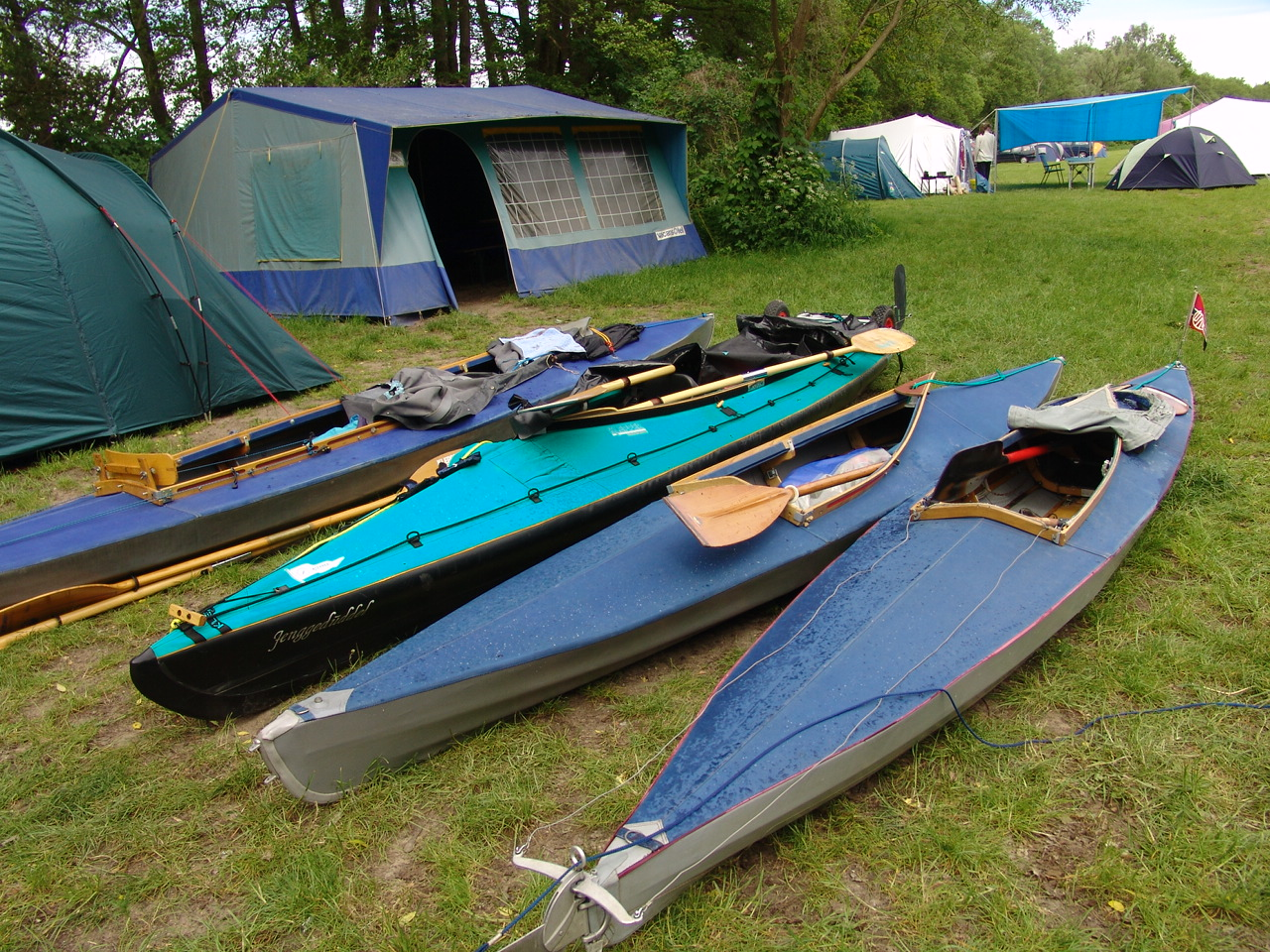
Verschiedene Faltboottypen

Ein Faltboot ist ein Boot, das im Wesentlichen aus einer flexiblen Bootshaut und einem zerlegbaren Innengerüst besteht. Die Bootshaut wird aus Gummi, PVC, TPU oder Hypalon für das Unterschiff und einem Textil – beispielsweise Baumwolle oder einem modernen Verbundwerkstoff (Laminat) – für das Verdeck gefertigt. Das Bootsgerüst besteht meist aus Holz – zum Beispiel Esche und Birkensperrholz – oder Aluminium und Kunststoff.
Bei den gängigen Faltbootmodellen handelt es sich meistens um Kanus. Diese sind vor allem Kajaks, seltener sind Faltkanadier zu sehen. Vereinzelt trifft man auch auf Ruderboote, Jollen sowie Dingis. Eine spezielle Variante namens Banana-Boot besteht aus zusammenklappbaren Kunststoffplatten. Knapp 10 % der Gesamtkajakverkäufe in Deutschland entfallen auf Faltboote.
Obwohl die meisten aufblasbaren Boote sich auch zusammenfalten lassen, werden diese üblicherweise als Schlauchboote oder Luftboote und nicht als Faltboote bezeichnet. Auch das in Einzelteile zerlegbare und so transportable Kofferboot ist kein Faltboot im engeren Sinne.
Als Antriebshilfe wurden spezielle Faltbootmotoren entwickelt.

## Geschichte

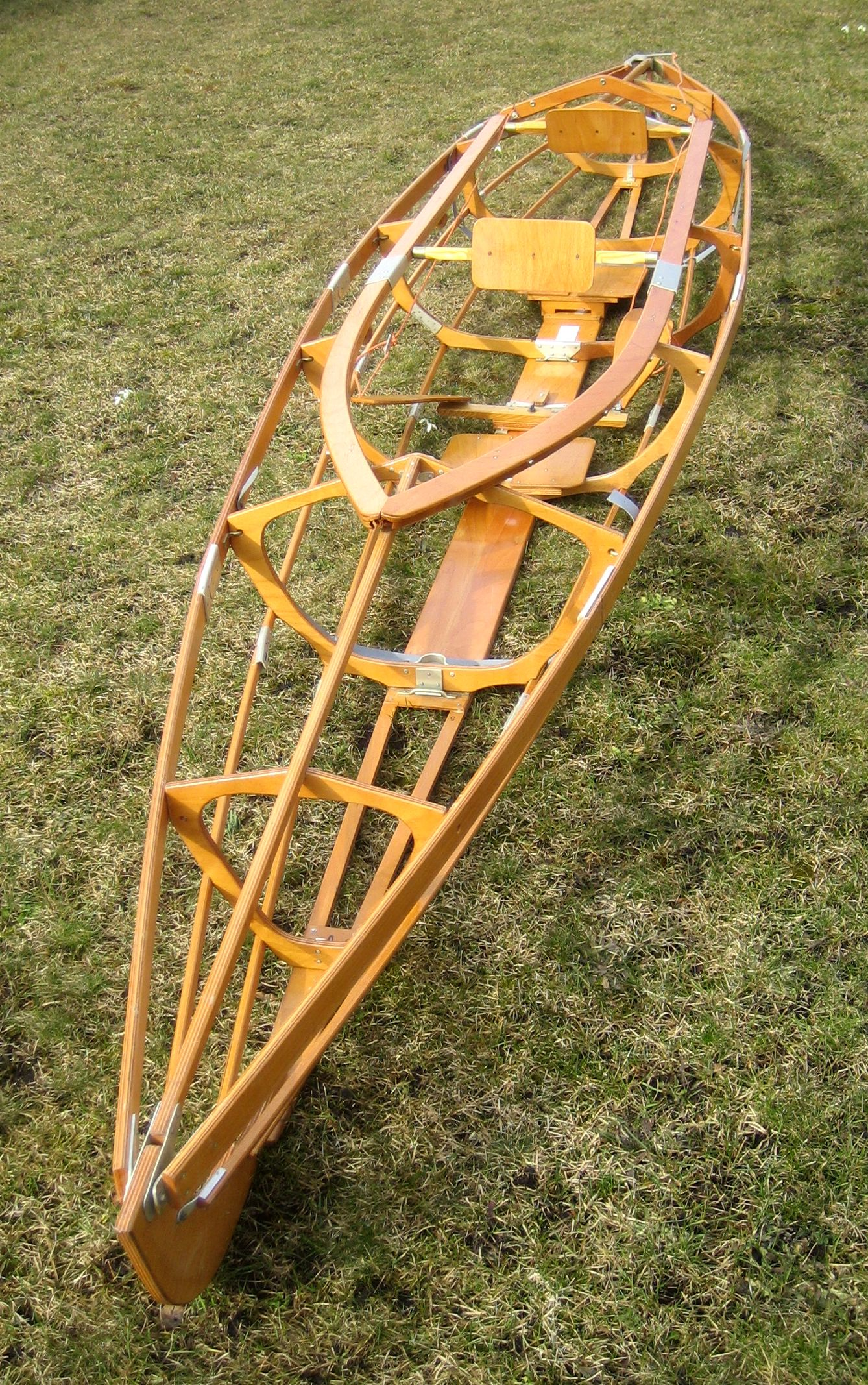
Holzgerüst eines Faltboots (MTW Kolibri IV)

Faltboot Jolle (MTW Delphin 150)

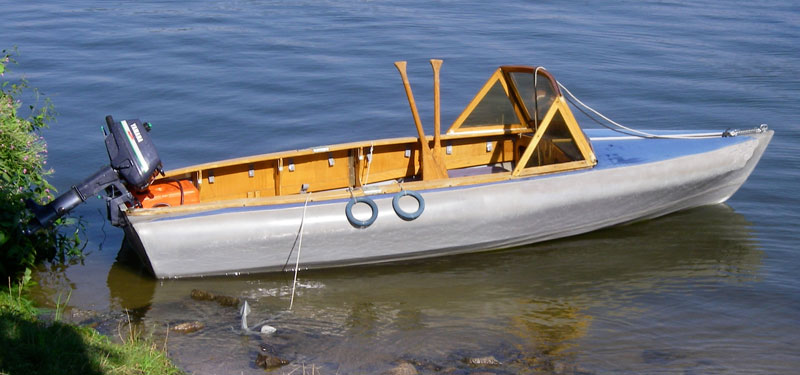
MTW Delphin 140 als Motorfaltboot mit abgenommener Persenning

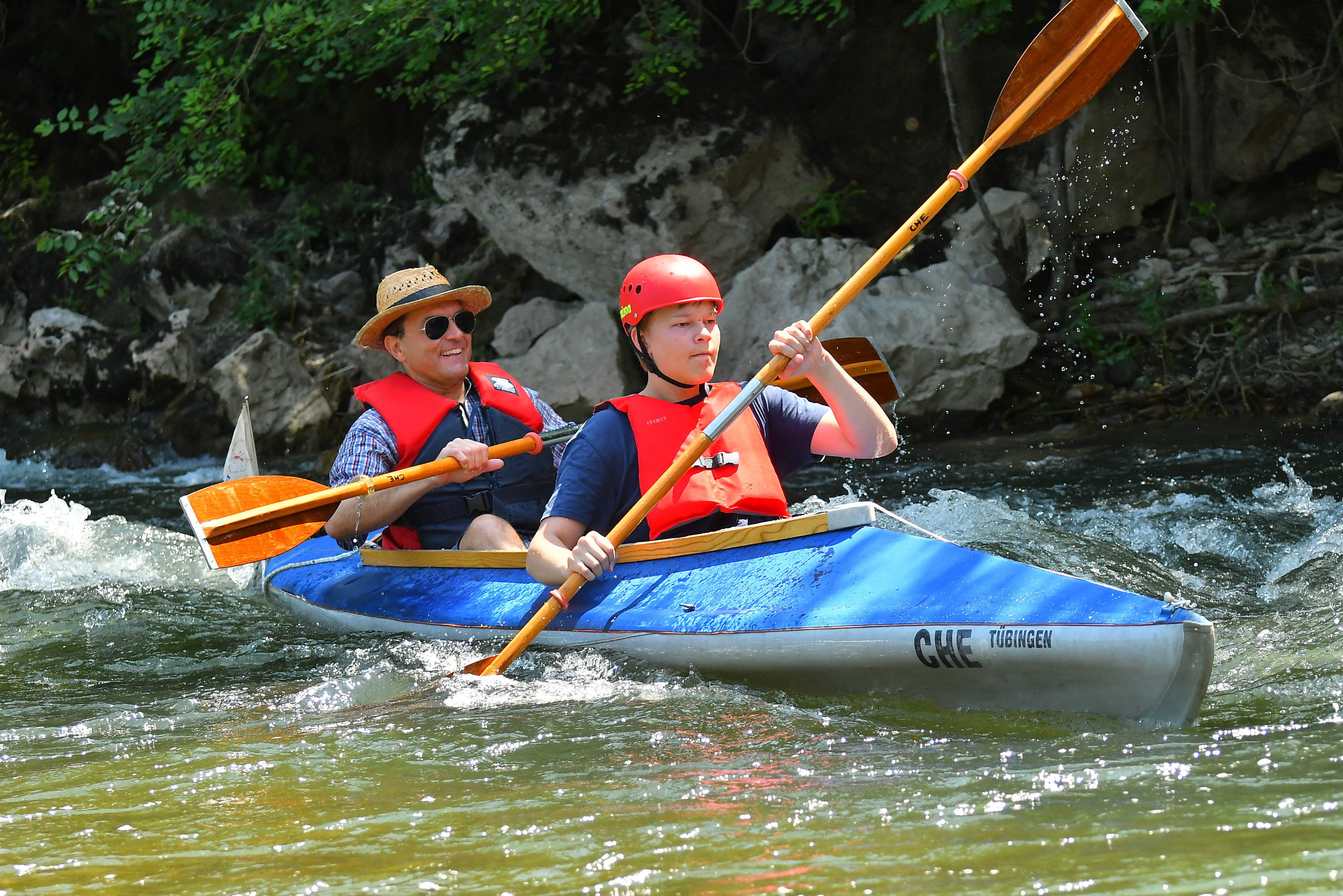
Mit dem Klepper Aerius II von 1968 auf der Ardeche (2025)

Schon 500 v. Chr. wurden mit Faltbooten Waren von Armenien nach Babylon transportiert. Die Bootshäute wurden von mitgeführten Eseln wieder zurückgetragen. (Herodot)
Die Unangan, Ureinwohner der Aleuten, verwenden seit alter Zeit nicht zerlegbare Kajaks mit Gerüsten aus Treibholz, Knochen und einer Bespannung aus Tierhäuten. Mit diesen Baidarkas gehen sie auf die Jagd nach Seelöwen. Von Größe und Form können diese Boote am ehesten als Urahnen der modernen Faltboote gelten.
Ein Vorläufer des modernen Faltbootes wurde für Andrées Polarexpedition von 1897 gebaut und ist heute noch im Polarmuseum in Gränna in Schweden zu besichtigen.
Das erste moderne Faltboot baute 1905 der Architekturstudent Alfred Heurich in Form eines Faltkajaks. Er fuhr damit erstmals auf der Isar von Bad Tölz nach München; insgesamt legte er über 100.000 km mit Faltbooten zurück. Der Sportartikelhändler Johann Klepper aus Rosenheim erwarb 1907 eine Lizenz für Heurichs Konstruktion und begann die Serienfertigung.
Das Faltbootfahren entwickelte sich in den folgenden Jahrzehnten zu einem Massenvergnügen. Die Deutsche Reichsbahn setzte in den 1920er-Jahren sogar Sonderzüge für Faltbootfahrer ein, die am Wochenende in großen Scharen zum Wasserwandern die Flüsse und Seen eroberten, und in den 1930er-Jahren brachten Folbot trains Paddler von New York zu guten Einsatzstellen entlang des Hudson Rivers. Es entstanden Kinospielfilme von renommierten Regisseuren und Darstellern wie Die Wasserteufel von Hieflau, die die Begeisterung fürs Faltboot thematisierten, und an den Olympischen Sommerspielen 1936 in Berlin wurde der Faltbootsport olympische Disziplin. In dieser Zeit verbreitete sich die Idee des Faltbootes von Deutschland aus auch in das übrige Europa und nach Nordamerika sowie Japan, erreichte jedoch nie die gleiche Verbreitung wie in Deutschland. Das Unternehmen Klepper dominierte zu dieser Zeit den Faltbootmarkt. Nach einer Statistik des Zollamts Engelhartszell an der Donau passierten 1930 die deutsch-österreichische Grenze 2054 Faltboote, darunter 1017 von Klepper. Bis 1936 hatte das Unternehmen über 90.000 Faltboote verkauft. Ein wichtiger Mitwettbewerber, die Werft Pionier aus Bad Tölz, hatte in den 1930er-Jahren nur eine Jahresproduktion von rund 500 Faltbooten.
Die Faltbootwerften entwickelten für ihre Kunden, weil oft keine Übernachtungsmöglichkeiten an Flüssen und Seen bestanden, die notwendige Campingausrüstung. Bestanden Zelte zuvor nur aus Zeltbahnen und hatten keinen Boden, bauten die Faltbootwerften ihre Zelte wie die Häute ihrer Boote: das Oberteil aus dichtgewebter Baumwolle, den Boden aus Gummi. Und die Anhänger des Faltbootsports erfanden das notwendige Zubehör, wie Carl Joseph Luther den Daunenschlafsack und Hans Berger (Firma Sport Berger) die Luftmatratze. Somit waren die Hersteller von Zelten und Campingartikeln bis weit in die 1950er Jahre hinein in der Hauptsache Faltbootwerften.
Die Popularität sank während des Zweiten Weltkriegs und erreichte das Vorkriegsniveau danach nicht mehr. 1958 lag laut dem (westdeutschen) Bundesverband der Deutschen Sportartikel-Industrie der Absatz an Faltbooten nur bei 20 Prozent gegenüber dem der 1930er-Jahre. Das lag einerseits an der stark gestiegenen Motorisierung in Westdeutschland. Reisen wurden nun nicht mehr im Faltboot, sondern auf dem Motorrad oder mit dem Auto unternommen. Anderseits nahm in den beiden Jahrzehnten nach dem Zweiten Weltkrieg die Flussverbauung mit Staustufen für die wachsende Berufsschifffahrt und zur Elektrizitätsgewinnung stark zu. Hinzu kam eine enorme Verschmutzung der Flüsse, welche die Popularität des Wasserwanderns ebenso sinken ließ. Der Kanusport wurde mehr und mehr zu einem Extremsport im Wildwasser an den Oberläufen der dort noch unverbauten und unverschmutzten Flüsse. Für das Wildwasser eignen sich jedoch die ab Anfang der 1960er-Jahre aufkommenden Kunststoffkajaks viel besser. Durch die aufkommende Motorisierung ab den 1950er-Jahren konnten die steifen, nicht zerlegbaren und billigeren Kunststoffkajaks zudem auf Autos transportiert werden, was zu einem weiteren Rückgang der Beliebtheit von Faltbooten führte.
Dennoch waren Faltboote beim Wasserwandern noch bis in die 1970er-Jahre auf westdeutschen Gewässern häufig zu sehen, danach nur noch seltener. In der DDR und Osteuropa erfreuten sich – aufgrund eingeschränkter Reisemöglichkeiten, der besonderen Bedeutung von Camping und der großen Seenketten – die Faltboote von Pouch und MTW bis zur Wende größter Beliebtheit, obwohl diese relativ teuer und schwer zu beschaffen waren.
1993 brachte die kanadische Werft Feathercraft den Typ K-Light mit Aluminiumgerüst heraus und revolutionierte damit den Faltbootmarkt. Das K-Light war mit nur 15 kg Gesamtgewicht nicht nur das bis dahin mit Abstand leichteste Faltboot. Zusammengepackt passte es auch in einen Rucksack und war so erstmals wieder ein richtiges „Rucksackboot“, wie es sie zu Beginn der Faltbootherstellung vor knapp 90 Jahren gegeben hatte. Seine Form orientierte sich teilweise an Seekajaks und ging weg von der klassischen Faltbootform. Trotzdem kann es sehr schnell aufgebaut werden. Diese Kombination gab es zuvor nicht, und das K-Light fand viele Nachahmer. Mit ihm änderte sich der Faltbootmarkt, der in den Jahrzehnten zuvor hauptsächlich aus Zweisitzern bestand. Das erste Faltboot mit einem Aluminiumgerüst eines europäischen Herstellers war der Typ Klepper Alu-Lite, der 1999 erschien und sich in seinen Abmaßen stark am K-Light orientierte.

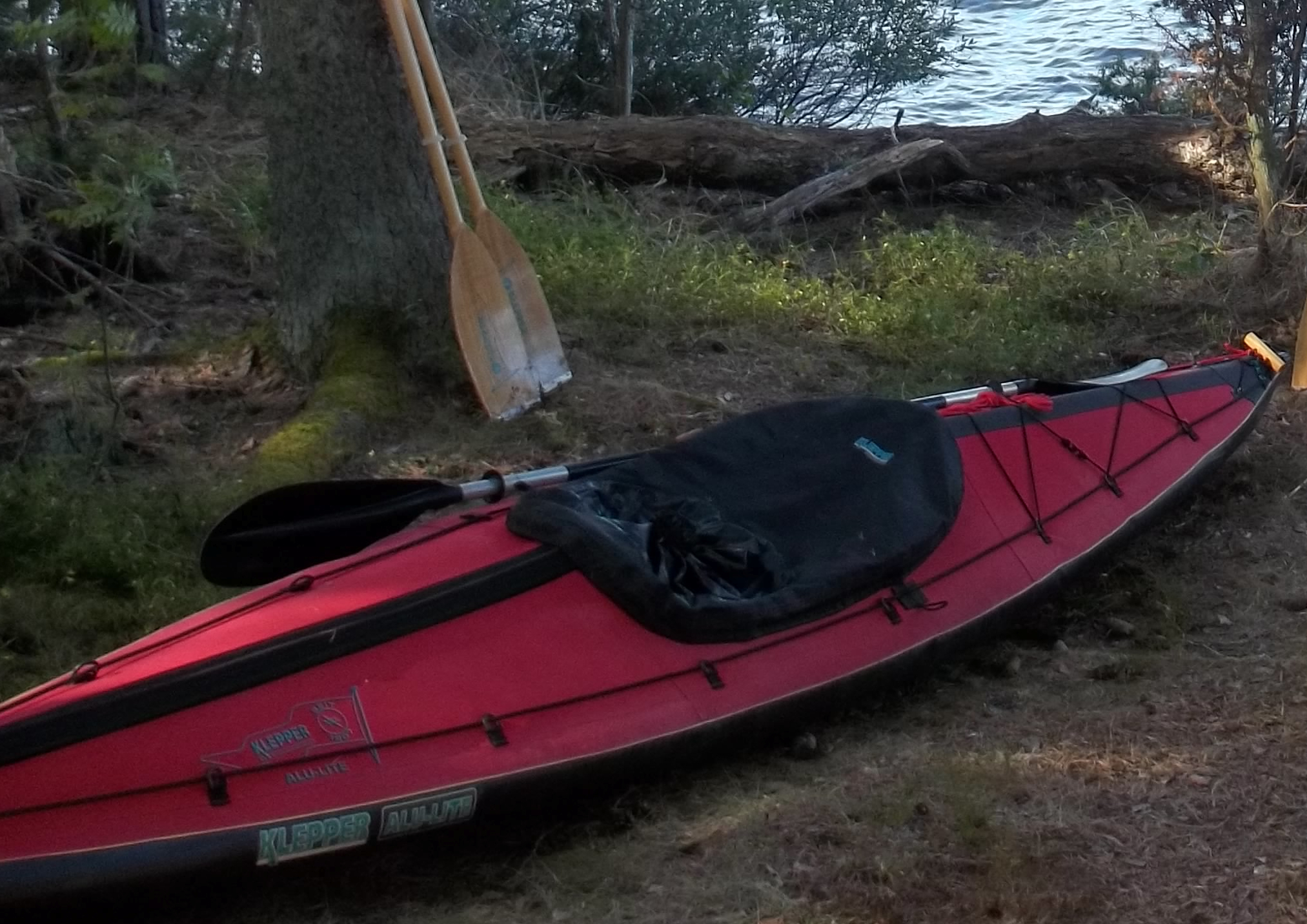
Klepper Alu-Lite 400

Ab etwa dem Jahr 2000 stiegen die Verkaufszahlen für Faltboote wieder stärker, und es entwickelte sich eine kleine Renaissance, die bis heute anhält. So wurden z. B. 2004 europaweit etwa 4.000 Faltboote verkauft. In Mitteleuropa erhältliche Faltboote stammen meist aus Deutschland (Klepper, Pouch), Frankreich (Nautiraid), Norwegen (Ally), Polen (Wayland), Russland (Nortik, Triton), den USA (Pakboats, Folbot) oder Kanada (Feathercraft, Trak).
In letzter Zeit gab es einige Versuche, die Aufbauzeit zu verkürzen. So entstanden die Modelle Oru Kayak und Nortik Fold, die nach dem Origami-Prinzip funktionieren und Aufbauzeiten von etwa fünf Minuten ermöglichen. Dafür reichen ihre Fahreigenschaften nicht ganz an Gerüst-Faltboote heran und die Aufbauzeit wurde beispielsweise im Vergleich zu den seit Jahrzehnten hergestellten Klepper-Faltbooten (Aufbaurekordzeit 3:45 Minuten) nur um wenige Minuten verkürzt.
Eine verhältnismäßig neue Entwicklung sind Kajaks, die sich zusammenstecken lassen und dann so kompakt sind, dass sie sich als Rucksack transportieren lassen, wie z. B. das Pakayak (USA) als Einerkajak und das Klepper Backyak als Zweierkajak. Sie vereinen die Vorteile von robusten Feststoffbooten mit der guten Transporteigenschaft von traditionellen Faltbooten und ermöglichen dabei bisher unbekannte Aufbauzeiten von nur etwa drei Minuten. Gleichwohl dieser Bootstyp in Zukunft den Faltbootmarkt beeinflussen wird, zählen nicht alle Hersteller dieser Steckboote sie zu den Faltbooten, und es bleibt abzuwarten, ob sich eine eigene Kategorie entwickeln wird.

## Vor- und Nachteile
Faltboote haben im Vergleich zu steifen Booten den Vorteil, dass sie praktisch in jedem öffentlichen Verkehrsmittel – bei entsprechender Reisevorbereitung auch im Flugzeug – transportiert werden können und so richtiges Wasserwandern erst möglich wird: Das Pendeln zurück zur Einsatzstelle oder der Zwang zu Rundtouren entfallen. Beim PKW-Transport entfällt der Nachteil des hohen Luftwiderstands und Beschädigungsrisikos beim Transport auf einem Dachgepäckträger.
Nachteile sind vor allem höhere Anfälligkeit für Beschädigungen, was die Einsatzmöglichkeiten von Faltbooten beschränkt. So ist Fahren im verblockten Wildwasser und bei geringem Wasserstand, aufgrund der kaum verhinderbaren Grundberührung, ohne Gefahr für das Material kaum möglich. Trotzdem verträgt die Bootshaut einfache Grundberührungen, vor allem, wenn die Haut mit Kielstreifen versehen wurde: Verstärkungen der Bootshaut an den Stellen, an denen das Gerüst innen an der Bootshaut anliegt. Die vielen Einzelteile erfordern mehr Wartung und Pflege, lassen sich dafür aber bei Bedarf (Abnutzung, Beschädigung) einfach auswechseln, improvisieren oder nachbauen.

## Aufbau

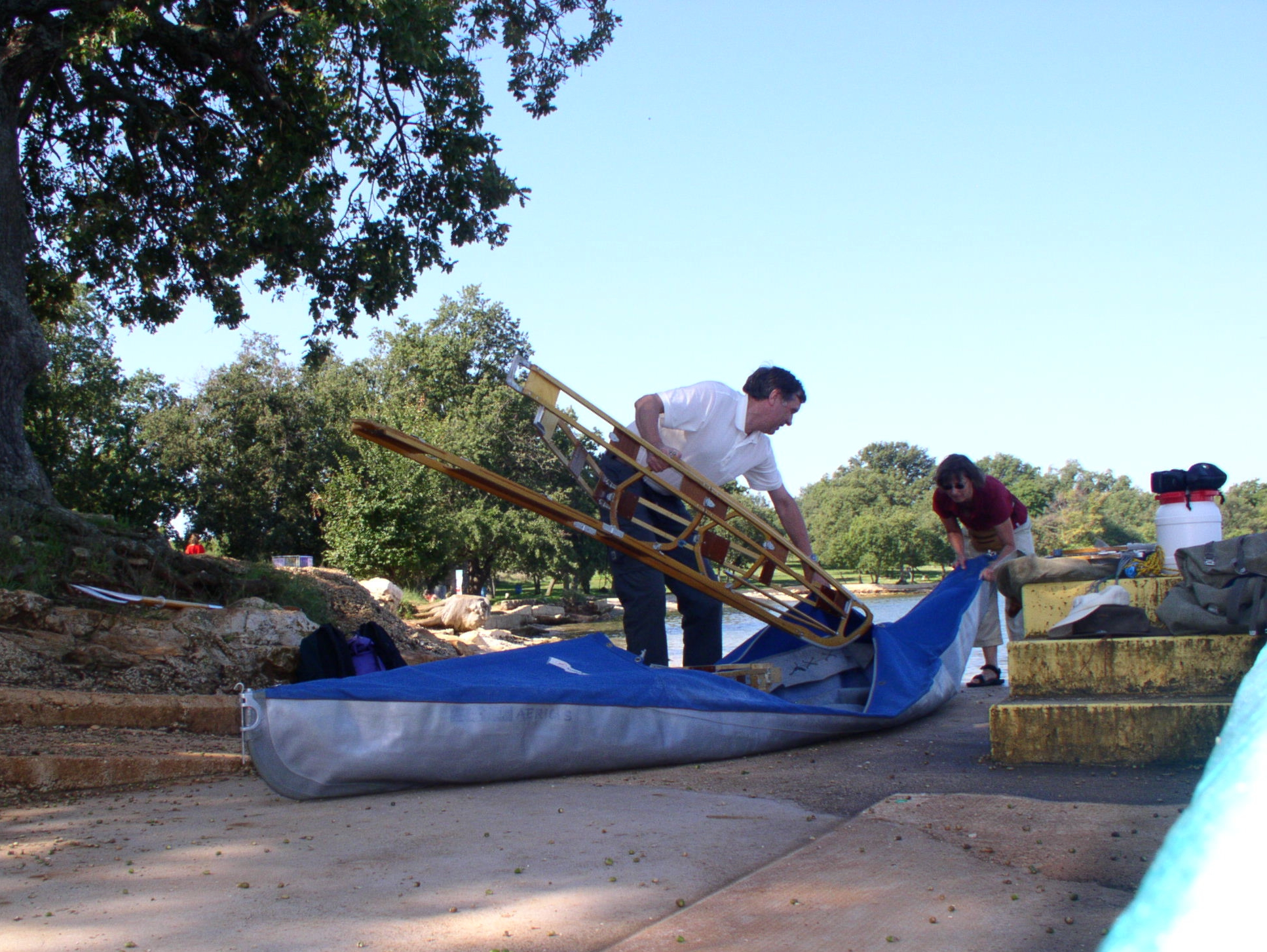
Aufbau Klepper Aerius, die vordere und hintere Gerüsthälfte werden getrennt in die Haut geschoben

Beim klassischen Aufbauprinzip, wie beim seit 1950 gebauten Klepper Aerius, werden die vordere und hintere Gerüsthälfte getrennt in die Haut geschoben und dann mittels des Kiels gespannt. Das Aufblasen von den seitlich in der Haut angebrachten Luftschläuchen glättet letzte Hautfalten und hält das Gerüst fest in der Haut. Dieses Prinzip führt zu schnellen Aufbauzeiten um die 15 Minuten. Anstatt des Kielhebels findet auch eine Hydraulikeinheit (Trak) oder ein Spannen der Kielstange und der vier Sentenstangen mittels der Deckstäbe als Hebel Verwendung (Feathercraft). Die Aufbauzeiten verkürzen bzw. verlängern sich dadurch um wenige Minuten.
Beim Cocktailkleidprinzip wird zuerst das komplette Gerüst getrennt aufgebaut und dann in die Haut geschoben, die meist am Achterdeck über einen Reißverschluss geöffnet werden kann. Das in die Haut eingepasste Gerüst spannt mittels eines Hebels oder Keils am Heck die Haut (z. B. Nautiraid Raid oder Klepper Alu-Lite). Vorteile dabei sind ein einfacherer Aufbau und ein leichteres Beladen mit Gepäck. Nachteil ist der eventuell störanfällige Reißverschluss, der auch nicht komplett wasserdicht ist.

## Mitnahme in öffentlichen Verkehrsmitteln
Noch bis Ende der 1990er Jahre durfte eine lange Stabtasche eines Faltbootes ausdrücklich in die 2.-Klasse-Waggons der Deutschen Bahn kostenlos mitgenommen werden. In den aktuellen Bestimmungen wird dagegen nur noch allgemein zwischen Handgepäck und Traglasten unterschieden. Während ein Haut-Rucksack und eine Spantentasche eindeutig dem Handgepäck zugeordnet werden können – Handgepäck muss über oder unter dem Sitz verstaut werden können –, fällt die Stabtasche unter eine Traglast. Pro Reisendem darf nur eine Traglast mitgeführt werden, die er selbst auch tragen kann. Traglasten müssen nicht über oder unter dem Sitz verstaut werden, sondern dürfen nur mitgenommen werden, wenn in den Vorräumen oder Gängen der Wagen besondere Vorrichtungen für die Unterbringung vorhanden sind.
Im Nahverkehr mit meist größeren Mehrzweckabteilen ist aus diesem Grund eine Mitnahme eines Faltboots kostenlos möglich. Anders verhält es sich im Fernverkehr, wo es in der Regel solche Mehrzweckabteile nicht gibt und stattdessen, wenn überhaupt, nur reservierungspflichtige Fahrradstellplätze vorhanden sind. Um einen solchen Platz mit Faltbootgepäck zu benutzen, sollte vorab eine Fahrradkarte gelöst werden. Ein von den Beförderungsbedingungen abzuleitender Anspruch entsteht so nicht, aber es lehnt sich an die frühere Regelung an (Faltbootgepäck ist kostenlos in Wagen für Traglasten/mit Mehrzweckabteilen, wo diese nicht vorhanden sind, kann das Faltbootgepäck (im Gepäckwagen) auf Fahrradkarte mitgenommen werden) und wird deshalb in der Regel vom Zugpersonal akzeptiert.

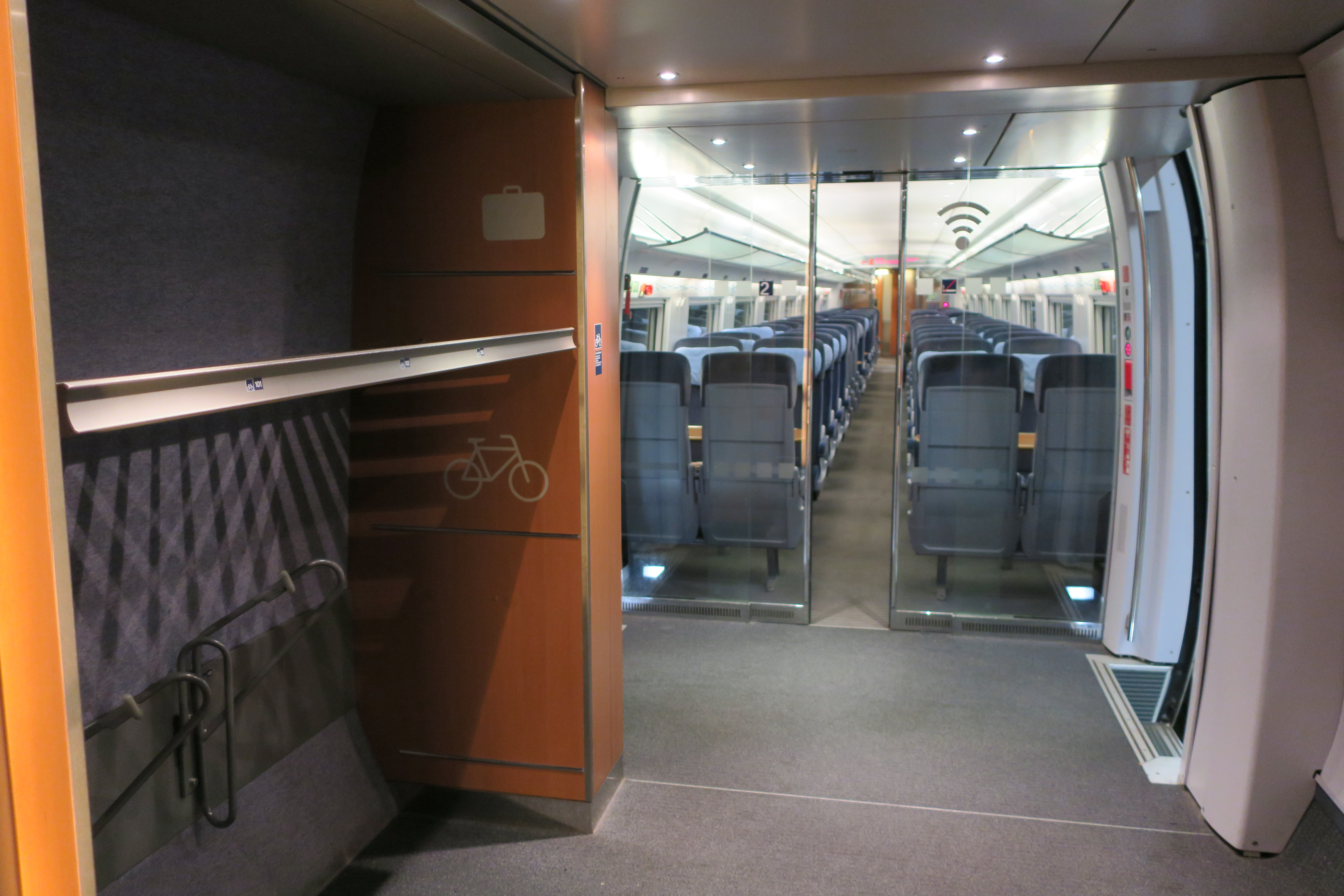
Fahrradabteil eines ICE T seit 2018

In der Praxis ist die Mitnahme von Faltbootgepäck und bei Einzelreisenden jedoch meist entspannter. Bis auf die alten ICE 1 und 2, gibt es im ICE-T ein Mehrzweckabteil (Wagen 24 bzw. 34) und drei Fahrradstellplätze, jeder ICE 3 bekommt bis 2020 ein Redesign und erhält dabei einen Wagen mit großzügigem Platz für einen Kinderwagen und zwei Rollstühle (Wagen 25 bzw. 35) und der neue ICE 4 besitzt ein Fahrradabteil.
In den Verkehrsverbünden, insbesondere bei der Mitnahme in Bus, Straßenbahn und U-Bahn, gelten teilweise leicht abweichende Regelungen. So sind beispielsweise die Regeln zur Gepäckmitnahme im VBB (Berlin und Brandenburg) und MVV freier und identisch formuliert: „Eine Mitnahme von Sachen scheidet aus, wenn hierdurch der Haltestellenaufenthalt über das übliche Maß verlängert wird oder die Gefahr besteht, dass aufgrund der Mitnahme der Sache andere Fahrgäste keinen Platz im Fahrzeug finden.“

## Herausragende Fahrten

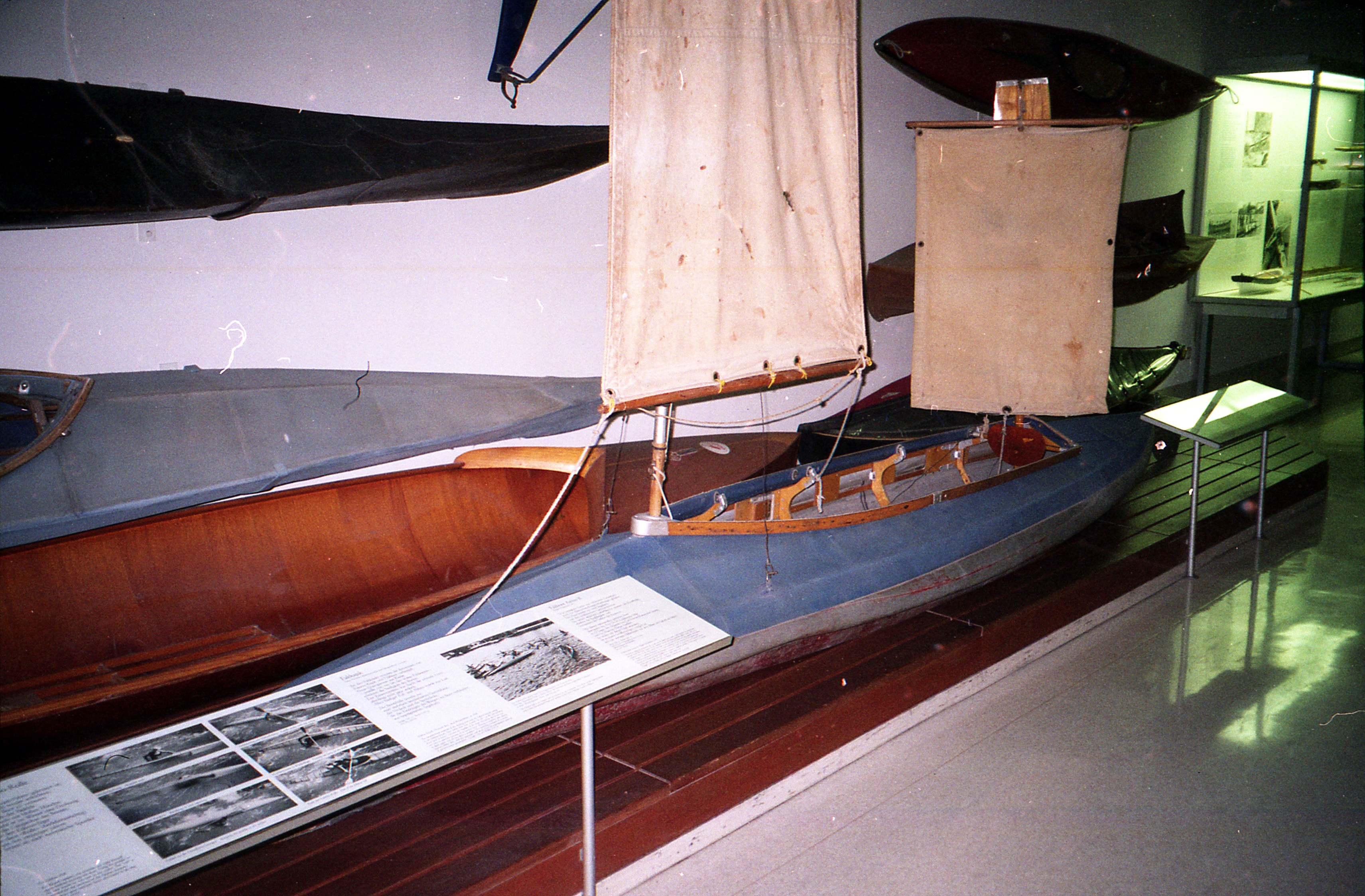
Klepper Aerius II von Hannes Lindemann, mit dem er den Atlantik überquerte

Die bevorzugten Reviere der Faltboote liegen im Binnenland und an den Küsten. Dennoch wurden Faltboote auch für spektakuläre Befahrungen von Meeren verwendet:
- Etwa 1926 fuhr der spätere Völkerkundler und Reiseschriftsteller Erich Wustmann nach seinem Schulabschluss im Faltboot von Schleswig-Holstein durch das Skagerrak und die norwegische Küste hinauf; er legte viele Landgänge ein und fuhr bis in den nächsten Winter hinein nordwärts (später veröffentlicht als Faltbootfahrt von Fjord zu Fjord).
- 1928 überquerte Franz Romer den Atlantik in einem 6,40 m langen Faltboot. Er verwendete ein segelbares Boot, um von Lissabon aus in 58 Tagen über den Atlantik zu fahren. Romer war der erste Mensch, der in einem Faltboot den Atlantik lebend überquerte. Nach einem Zwischenstopp in Saint Thomas und San Juan, Puerto Rico, ist er auf dem Weg nach New York verschollen.
- Im Jahr 1932 startete der Deutsche Oskar Speck zu einer in der Geschichte wohl einmaligen Reise. Mit seinem Faltboot fuhr er alleine von Ulm aus um die halbe Welt bis Australien. Nach sieben Jahren erreichte er 1939 sein Ziel. Heute findet man sein Boot im Australian National Maritime Museum in Sydney.
- Im Jahr 1956 überquerte der deutsche Arzt Hannes Lindemann in einem Klepper-Faltboot vom Typ Aerius II, welches er auf den Namen „Liberia III“ taufte, in 72 Tagen den Atlantik. Es ist bis heute das volumenmäßig kleinste Wasserfahrzeug, mit dem jemals ein Mensch den Atlantik lebend überquert hat (nicht aber das kürzeste, das war die  Father's Day). Das Boot ist heute im Deutschen Museum ausgestellt.[34][35]
- Harald Fritzsch aus der DDR gelang 1968 zusammen mit seinem Freund eine gewagte Flucht per Faltboot über das Schwarze Meer aus dem damaligen Ostblock in die Türkei.
- 1982, zu Beginn des Falklandkrieges, landeten britische Kommandoeinheiten mit Klepper-Faltbooten, die vom argentinischen Radar nicht zu orten waren, auf den Falklandinseln und errichteten den ersten Brückenkopf.

Zu erwähnen ist auch Herbert Rittlinger, der als Reiseschriftsteller viele Bücher zum Thema Faltboot veröffentlichte, unter anderem „Ganz allein zum Amazonas“, „Das baldverlorene Paradies“, „Schwarzes Abenteuer“ oder „Die neue Schule des Kanusports“.
Weitere Fahrten im Artikel zur Klepper Faltbootwerft.

## Hersteller
In Deutschland werden laut einer Schätzung des Bundesumweltministeriums ca. 1.000 Faltboote pro Jahr verkauft, das sind etwas weniger als 10 % der Gesamtkajakverkäufe in Deutschland. Die deutschen Faltboothersteller, Klepper und Pouch, verkaufen dabei rund 300 bzw. etwas weniger als 100 Boote pro Jahr.

### Aktive Hersteller
- Bergans (Ally Faltkanadier und -kajak, Norwegen)
- Banana-Boot (Deutschland)
- Boatory (Atlyak Kajaks, China)
- FirstLightKayaks (Neuseeland)
- FMK (Russland)
- Fujita (Japan)
- Hermes Sport Company (Polen)
- Klepper Lifestyle (Deutschland)
- Long Haul (USA)
- Nautiraid (Frankreich)
- Neris (Ukraine)
- nortik (Deutschland)[11][39]
- Oru Kayaks (USA)
- Pakayaks (USA)
- Pakboats (USA)[40][41]
- Poucher Boote GmbH (Deutschland)
- Seavivor (USA)
- Trak Kayaks (Kanada)
- Triton (Russland)

### Ehemalige Hersteller (Auswahl)
- Feathercraft Folding Kayaks (Kanada) – bis Dezember 2016 (danach nur noch Ersatzteilversorgung)[42]
- Folbot (USA) – produziert seit 2016 nicht[43]
- Germania (BRD) – Faltbootproduktion bis 1978 (Firma existiert weiterhin, Ersatzteilversorgung möglich)[44]
- Granta (Großbritannien)
- Hammer (BRD) – 1968 von Metzeler übernommen[45]
- Hart (BRD) – bis 1968[46]
- Kette (BRD) – bis 1974[47]
- LFB Stern (DDR)
- Marquardt (BRD) – bis 1958
- Metzeler (BRD) – Faltbootproduktion bis 1978
- MTW Wismar (DDR)
- PAX Sonneberg (DDR)
- Pouch (DDR) – ca. 1950 – 2015 (Insolvenz), ab 2016 unter neuem Namen
- Pionier (BRD) – bis 1971[48]
- Tyne (Großbritannien)
- Wayland (Polen)

## Museale Rezeption
Nur wenige Ausstellungen sind speziell auf Faltboote ausgerichtet. Da die Verbreitung und Nutzung von Faltbooten im 21. stark nachgelassen hat, sind die inzwischen historischen Modelle eine Seltenheit geworden. Exemplare in guten oder restauriertem Zustand sind zum Teil bei Sammlern oder in Werksmuseen erhalten. Nachfolgend ein Überblick zur musealen Rezeption von Faltbooten.
Das Kleppermuseum ist die hauseigene Ausstellung der gleichnamigen Werft in Rosenheim und derzeit die größte öffentlich zugängliche Ausstellung über Faltboote in Deutschland. Das Museum wie die Werft brannten 1995 komplett ab. Das Feuer vernichtete alle bis dahin gesammelten Exponate. Die aktuellen stammen hauptsächlich aus Spenden. Zu sehen sind fast ausschließlich Modelle der Werft Klepper.
Der Verein Freunde historischer Faltboote zeigt die derzeit größte öffentlich zugängliche Ausstellung von historischen Faltbootmodellen verschiedener Hersteller. Der Ausstellungsraum befindet sich in der Halle der Firma Patcool (Faltbootgerüstreparaturen und -ersatzteile) in Werder bei Potsdam und kann während der Öffnungszeiten der Firma jederzeit besucht werden.
Das im Jahr 2000 eröffnete Faltbootkabinett in Lychen von Dirk Bredow, mit einst über hundert historischen Faltbooten, ist seit einigen Jahren geschlossen und einige (wertvolle) Exponate sind vom Besitzer verkauft worden. Die restlichen Boote befinden sich jedoch noch immer im Gebäude der ehemaligen Ausstellung.
Einzelne „berühmte“ Faltboote befinden sich beispielsweise im Deutschen Museum in München (Hannes Lindemanns Klepper Aerius II), der Klepper Olympiazweier der Silbermedaillengewinner Willi Horn und Erich Hanisch im Wassersportmuseum in Berlin-Grünau, Arved Fuchs’ Klepper Aerius I im Internationalen Maritimen Museum in Hamburg sowie der Zweier von Papst Johannes Paul II. im Archdiocesan Museum in Krakau.
Das PhanTECHNIKUM in Wismar eröffnete im März 2024 eine einjährige Sonderausstellung mit Faltbooten die In der DDR besonders verbreitet waren. Die Geschichte der Faltboote, von denen in 36 Jahren auf der Wismarer Mathias-Thesen-Werft 77.000 Faltboote gebaut wurden steht im Kern der Ausstellung die Erkenntnisse zum Faltbootbau vermittelt und dokumentiert.
Anlässlich 100 Jahre Pionier-Faltboot-Werft aus Bad Tölz veranstaltet das dortige Stadtmuseum Bad Tölz  vom 1. August bis 28. September 2025 eine Sonderausstellung. Ein Rahmenprogramm beinhaltet auch ein Wochenende mit Nostalgie Camp und Flußfahrten auf der Isar.